# 海军部区

海军部区的位置

59°55′9″N 30°17′48″E / 59.91917°N 30.29667°E
海军部区（羅馬化：Admiralteysky rayon）是俄罗斯圣彼得堡的一个行政区。它西面和北面到涅瓦河，西南到葉卡捷林奧夫卡河，东到豌豆街（Горо́ховая у́лица）一带，南到城郊大街（Zagorodny）一带。该区人口187,837人（2002年）。